# Bluma
Bluma (in ebraico: גוֹלְדָא) è un nome proprio di persona yiddish femminile.

## Origine e diffusione

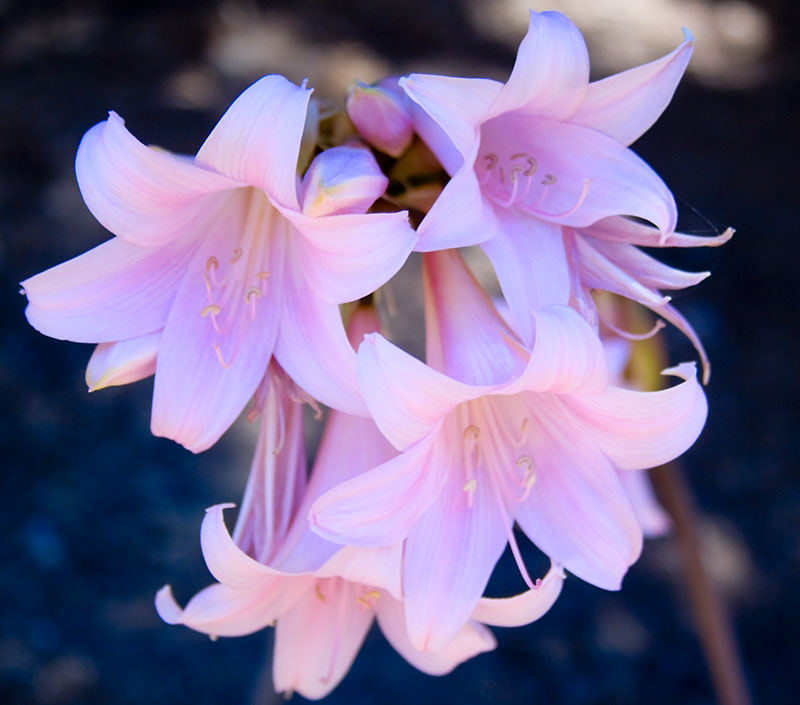
Dei fiori (di Amaryllis belladonna)

Vuol dire "fiore" in yiddish; ha quindi affinità con i nomi Fiore, Flora, Xochitl, Zahra, Cvetan e Antea.
Il nome ha una diffusione rara in Italia.

## Onomastico
Il nome è adespota, non essendoci sante che lo abbiano portato. L'onomastico può essere festeggiato il 1º novembre per la festa di Ognissanti.

## Persone
- Bluma Zeigarnik, psicologa e psichiatra lituana